# Житловий комплекс «Парус»
Житловий комплекс «Парус» — 25-поверховий хмарочос у Харкові на вулиці Барабашова, 36А.
Висота будівлі становить 83,2 м, будівництво тривало у 2005—2008 роках. Будівництвом займалася компанія «Моноліт».

## Характеристики
- 140 квартир.

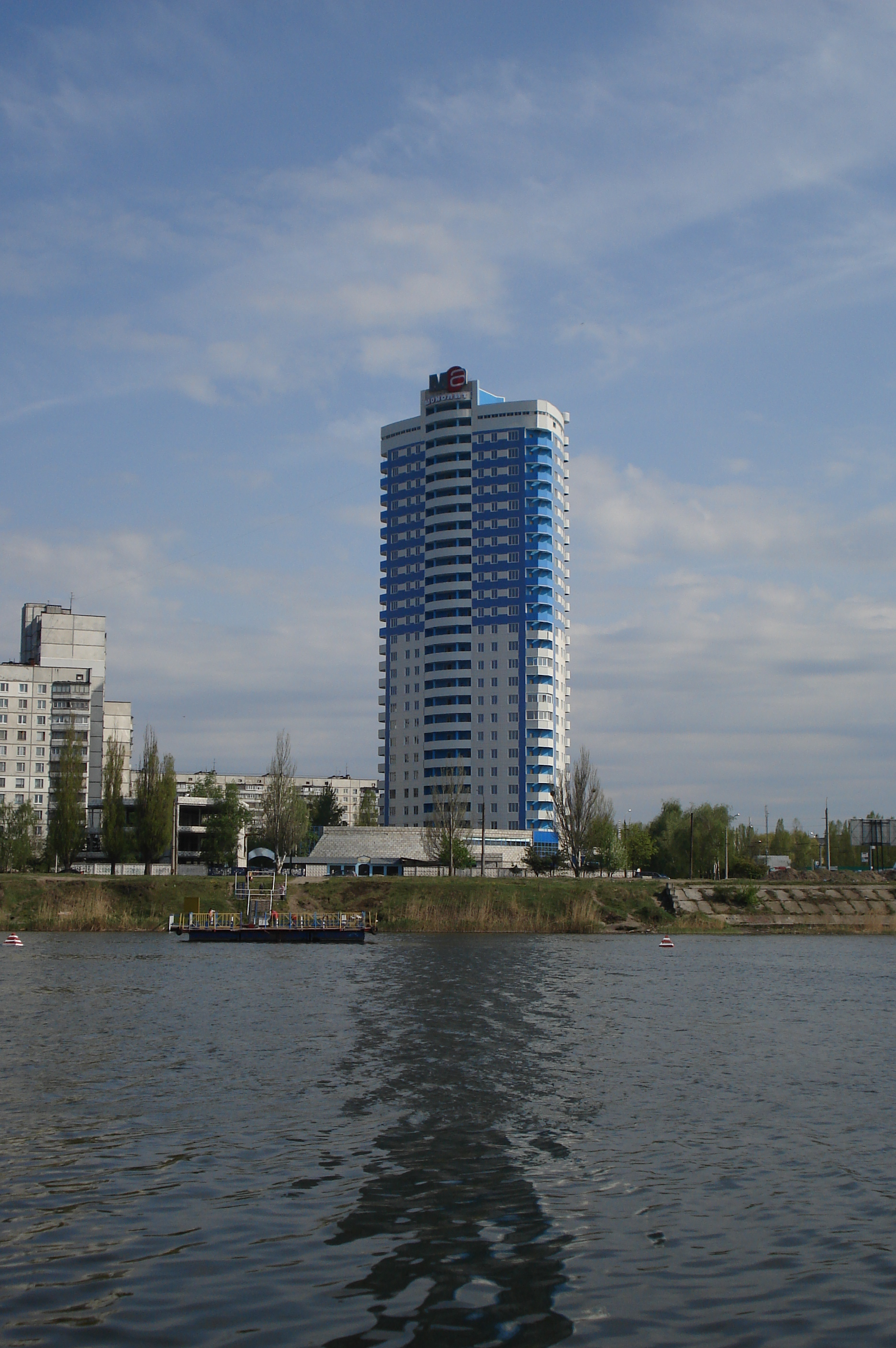
Вид із набережної

- Оптимальні планувальні рішення всіх типів квартир з можливістю їх об'єднання.
- Пластикове розподілення системи отопленя з встановленням отоплювальних пристроїв конвекційного типу з терморегуляторами.
- Ліфти
- Підвищені організаційно-технічні міри пожежної безпеки.
- Безвідбійна мережа електрозабезпечення будинку.
- Довговічність несучих конструкцій будинку.
- Зовнішній контур будинку виготовлений з високоефективного матеріалу по виготовленні стін і систем скління.
- Високі показники тепло- і звукоізоляції будинку.
- Збільшені розміри вікон дозволяють підвищити комфорт проживання в квартирах при зниженні витрат на оплату електроенергії.
- Торгові і офісні приміщення.
- Велике подвір'я.
- Гостьова парковка.
- Щоденна охорона.
- Високоякісне забезпечення та прибирання будинку виконує ООО «Житлосервіс».